# Medaglia commemorativa della Marcia su Roma
La Medaglia commemorativa della Marcia su Roma è una medaglia del Regno d'Italia istituita dalla direzione del P.N.F., con foglio d'ordini M.V.S.N. del 31 dicembre 1923, per commemorare la presa al potere di Benito Mussolini nel 1922 e l'inizio dell'era fascista.
Fu assegnata rispettivamente: in oro a Benito Mussolini, ai quadrumviri e al segretario amministrativo del P.N.F. Giovanni Marinelli; in argento ai 19 comandanti delle colonne delle squadre organizzate per convergere su Roma; in bronzo a tutti gli iscritti al P.N.F. che avevano partecipato alla marcia tra il 27 ottobre e il 1º novembre 1922.
Tramite il regio decreto n° 273 del 31 gennaio 1926 fu autorizzata anche per i membri della Milizia Volontaria per la Sicurezza Nazionale. Una seconda disposizione, data dal regio decreto n° 2485 del 1º novembre 1928, ne concesse l'uso ai militari che il 28 ottobre 1922 non prestavano servizio effettivo nelle Forze Armate dello Stato. Infine, il pieno diritto di fregiarsi dell'insegna da parte di tutti gli appartenenti alle FF.AA., fu concesso con il Regio Decreto n° 1179 del 15 luglio 1938.
Con foglio d'ordini del Partito, in data 7 dicembre 1931, la medaglia d'argento assegnata ad Achille Starace, come capo-colonna, venne commutata in oro in occasione della sua nomina a Segretario del P.N.F.

## Insegne

### Medaglia
La medaglia è costituita da un disco dal diametro di 34 mm. con attacco a cambretta. Sul dritto, una vittoria alata che regge con la mano destra una corona di quercia e sostiene con la sinistra un fascio littorio. Alle spalle della figura vi sono insegne legionarie, fasci littori e daghe romane.
Sul verso, al centro uno spazio quadrangolare vuoto ove l'insignito poteva far incidere il proprio nome. Alla base dello spazio quadrato è presente la sigla FM Lorioli & Castelli Milano et EB Mod. Rip. Ris (incusso). Lo spazio quadrato è delimitato da quattro fasci littori. Circolarmente il bordo è delimitato da un doppio cerchio in cui sono incise le legende Marcia Su Roma, in alto, e 27 ottobre-1 novembre 1922, in basso. Tra le legende sono presenti due piccole stelle.

### Nastrino
Il nastrino, di 37 mm, è diviso a metà verticalmente. A sinistra è rosso-amaranto e a destra giallo: i colori del Comune di Roma.